# Adult Swim (Canada)
Adult Swim (stilizat [adult swim]) este un canal de televiziune canadian în limba engleză deținut de Showcase Television Inc., o filială a Corus Entertainment. Canalul difuzează în principal comedii live action și animate destinate publicului adolescent și tânăr adult. Marca sa este licențiată de la blocul de programe Adult Swim difuzat de Cartoon Network al Warner Bros. Discovery; este primul canal de televiziune cu normă întreagă care să folosească marca "Adult Swim".
Canalul a fost lansat inițial în 2001 ca Showcase Action (cunoscut ulterior ca simplu Action) un spin-off de cablu digital al Showcase concentrat de filme și seriale de acțiune. Canalul a fost relansat sub marca sa prezentă pe 1 aprilie 2019; a subsumat blocul Adult Swim care a fost difuzat pe versiunea canadiană a Cartoon Network și blocul Teletoon at Night care a fost difuzat pe Teletoon.

## Vezi și
- Adult Swim